# Thompsontown
Thompsontown es un borough ubicado en el condado de Juniata en el estado estadounidense de Pensilvania. En el año 2000 tenía una población de 711 habitantes y una densidad poblacional de 857.9 personas por km².

## Geografía
Thompsontown se encuentra ubicado en las coordenadas 40°33′53″N 77°14′05″O / 40.56472, -77.23472.

## Demografía
Según la Oficina del Censo en 2000 los ingresos medios por hogar en la localidad eran de $28,750 y los ingresos medios por familia eran $35,938. Los hombres tenían unos ingresos medios de $32,115 frente a los $19,107 para las mujeres. La renta per cápita para la localidad era de $17,663. Alrededor del 7.5% de la población estaba por debajo del umbral de pobreza.